# Burmannia nepalensis
Burmannia nepalensis ist eine blattgrünlose Pflanzenart aus der Familie der Burmanniaceae. Sie ist beheimatet in den warmen Teilen Asiens.

## Beschreibung
Burmannia nepalensis ist eine einjährige, blattgrünlose, durchgehend weißliche, unverzweigt bis sehr selten verzweigt wachsende krautige Pflanze, die eine Wuchshöhe von 4 bis 13 Zentimeter erreicht. Sie ist mykotroph. Ein Rhizom ist nicht vorhanden, die Wurzeln sind verdickt und kurz. Die Blätter sind 2 bis 3,3 Millimeter lang und 1 Millimeter breit. Sie fehlen am Ansatz und kommen nur vereinzelt am Stängel vor, dort sind sie schuppenartig, dreieckig spitz zulaufend, eng anliegend und gekielt.
Blütezeit ist zwischen Juli und Dezember, selten auch bis Februar. Der Blütenstand ist ein aus meist drei bis fünf, selten einer oder sieben bis neun Blüten bestehender Doppelwickel. Die stark gestielten Blüten sind 4 bis 6,9 Millimeter lang und von weißgelb bis reinweiß, dann mit gelben Blütenlappen. Die Blütenröhre ist zylindrisch-dreiwinklig und 1,5 bis 2,5 Millimeter lang, die 0,7 bis 2 Millimeter breiten Flügel sind halbiert länglich-rund, halbiert eiförmig bis halbiert umgekehrt-eiförmig und verlaufen vom Ansatz der äußeren Blütenlappen bis unterhalb des Ansatzes des Fruchtknotens. Die äußeren Blütenlappen sind länglich-rund bis eiförmig, mit eingerollten Rändern und einem zugespitzten äußeren Ende, die inneren kreisförmig und klein. Die Staubfäden sind ungestielt, das Konnektiv ist "T"- oder "Y"-förmig und weist zwei kurze, seitliche Arme auf, die die Thecae tragen sowie am Ansatz einen spitz zulaufenden Sporn hat. Der Griffel ist fadenförmig, an seinem Ende stehen die drei annähernd ungestielten Narben.
Die Fruchtknoten sind annähernd kugelförmig und 1,5 bis 3 Millimeter lang und 1,5 bis 2,5 Millimeter breit. Die annähernd kugelförmige Kapsel öffnet sich entlang von Querschlitzen. Die Samen sind zahlreich, gelb und elliptisch.

## Verbreitung
Burmannia nepalensis ist beheimatet in den warmen Teilen Asiens von Nepal und Indien über Thailand und Sumatra bis nach China, Taiwan, Japan, die Ryukyu-Inseln und die Philippinen in Höhenlagen zwischen 400 und 1600 Meter. Sie findet sich auf Böden dichter Wälder in Tälern wie auf Hügelkuppen sowie auf Klippen aus Granit oder Kalkstein mit humosen Böden, vergesellschaftet mit Arten von Itea, Bambusa, Cunninghamia und Pinus.

## Systematik
Die Art wurde 1841 von John Miers als Gonianthes nepalensis erstbeschrieben, durch Joseph Dalton Hooker wurde sie dann 1888 zur Gattung Burmannia gestellt.

## Nachweise
1. 1 2 3 4 5  Dianxiang Zhang: Systematics of Burmannia L. (Burmanniaceae) in the Old World, S. 245–248, in: Hong Kong University Theses Online, Thesis (Ph.D.), University of Hong Kong, 1999
2. ↑  Rafaël Govaerts (Hrsg.): Burmannia - World Checklist of Selected Plant Families des Royal Botanic Gardens, Kew. Zuletzt eingesehen am 24. Juni 2018.